# Palicourea consobrina
Palicourea consobrina es una especie de planta con flor en la familia Rubiaceae. 
Es endémica de Perú, donde se encuentra en el departamento de Cuzco a una altitud de 2000 a 3000 metros. 

## Taxonomía
Palicourea consobrina fue descrita por Paul Carpenter Standley y publicado en Publications of the Field Museum of Natural History, Botanical Series 4: 339, en el año 1929.